# 山田幸五郎
山田 幸五郎（やまだ こうごろう、1889年9月10日 - 1982年7月23日）は、日本光学界の先駆者、海軍軍人、理学博士。最終階級は海軍技術少将。主に幾何光学中心に、光学機械、光学兵器の開発に寄与した。

## 経歴
青森県青森市出身。旧制青森県第三中学校（現青森県立青森高等学校）・旧制第一高等学校・東京帝国大学卒業。大学院で長岡半太郎に師事して輻射学を研究、長岡の推薦で技術士官（造兵官）として海軍に入り、光学兵器の研究を推進させた。青木小三郎、丸山修治らを育て、日本の光学兵器の水準を世界水準にまで高めた。
敗戦後、公職追放処分を受け、一時期は進駐軍の通訳などをして不遇の時期を過ごしたこともあった。
ロチェスター大学の客員教授となって以降は公職に復帰し、企業の取締役や大学教授などを歴任した。

## 年譜
- 1889年9月10日：誕生
- 1913年：東京帝国大学理学部実験物理学科卒業。同日大学院入学輻射学専攻
- 1916年：大日本帝国海軍造兵中技士
- 1918年：東京帝国大学大学院修了
- 1919年：渡英
- 1920-21年：グラスゴー大学聴講生
- 1921年：ロンドン大学聴講生
- 1922年：命帰朝。理学博士（東京帝国大学）
- 1932年：大日本帝国海軍造兵大佐
- 1938年：大日本帝国海軍造兵少将・同年予備役編入
- 1939-45年：東京光学機械株式会社取締役
- 1942年：大日本帝国海軍技術少将
- 1942-46年：東京帝国大学第二工学部講師
- 1956-58年：ニューヨーク州ロチェスター大学光学研究所客員教授
- 1960-66年：東京電機大学教授，日本真空光学株式会社代表取締役
- 1966-70年：東京写真大学学長
- 1968年：日本レンズ工業協同組合連合会顧問
- 1970年：東京工芸大学名誉教授就任
- 1982年：没

## 開発に関係した光学兵器類
- 7倍稜鏡双眼鏡（製造：日本光学工業）
- 12cm双眼望遠鏡（製造：日本光学工業）
- 九三式12cm双眼望遠鏡（水防式、潜水艦用）
- 潜望鏡二型（見張兼航海用潜望鏡）
- 潜望鏡三型（攻撃用潜望鏡）
- 八八式9m潜望鏡四型（夜間潜望鏡）
- 八八式9m潜望鏡四型改一（夜間潜望鏡、伊号潜水艦）
- 八八式8m潜望鏡四型改一（夜間潜望鏡、呂号潜水艦）
- 特眼鏡（特殊潜航艇用）
- 10m潜望鏡三型（攻撃用潜望鏡）
- 一五式写真銃
- 側方着弾写真機
- 左右着弾写真機
- 高角砲着弾写真機
- 潜望鏡写真機
- 爆撃鑑査写真機
- 哨信儀（赤外線受信機）

## 著書および関連書物
- 『光學の知識』岩波書店、1925年。
- 『趣味の光學』岩波書店、1928年。
- 『紫外線』岩波書店、1929年。
- 『波動光學』上･下、岩波書店、1929年。
- 『光學機械論』共立社、1931年。
- 『眼鏡』岩波書店、1935年。
- 『光學機械器具』誠文堂新光社、1940年。
- 『幾何光學』共立出版、1942年。
- 『アッベ』日本図書、1948年。
- フランク・トゥワイマン著、富岡正重共訳『プリズムおよびレンズ工作法の研究』、宗高書房、1956年。
- 『ジョージ・イーストマンとイーストマン・コダック』長瀬産業コダック製品部、1961年。
- 『光学の知識』東京電機大学出版会、1966年。
- 『海の彼方』時事新書、1969年。
- 『幾何光学』1・2、日本オプトメカトロニクス協会、1981年。
- 『眼鏡レンズと検眼機器』日本レンズ工業協同組合連合会、1984年。
- 『山田幸五郎回想録』独歩書林、2001年。
- 「旧日本海軍における写真兵器開発の経過」『日本写真史への証言 下巻』東京都写真美術館叢書、亀井武編、淡交社、1997年。